# 374715 Dimpourbaix
374715 Dimpourbaix este o planetă minoră (asteroid) din centura de asteroizi. A fost descoperită pe 19 septembrie 2006 la Observatorul Regal al Belgiei⁠(d) de Thierry Pauwels⁠(d) și a fost numită după Dimitri Pourbaix⁠(d). 
Obiectul prezintă o orbită caracterizată de o semiaxă mare de 2,2797468782243 UAi, o excentricitate de 0,12469832881075, o înclinație de 5,9587292421311 ° în raport cu ecliptica.